# Dobrota

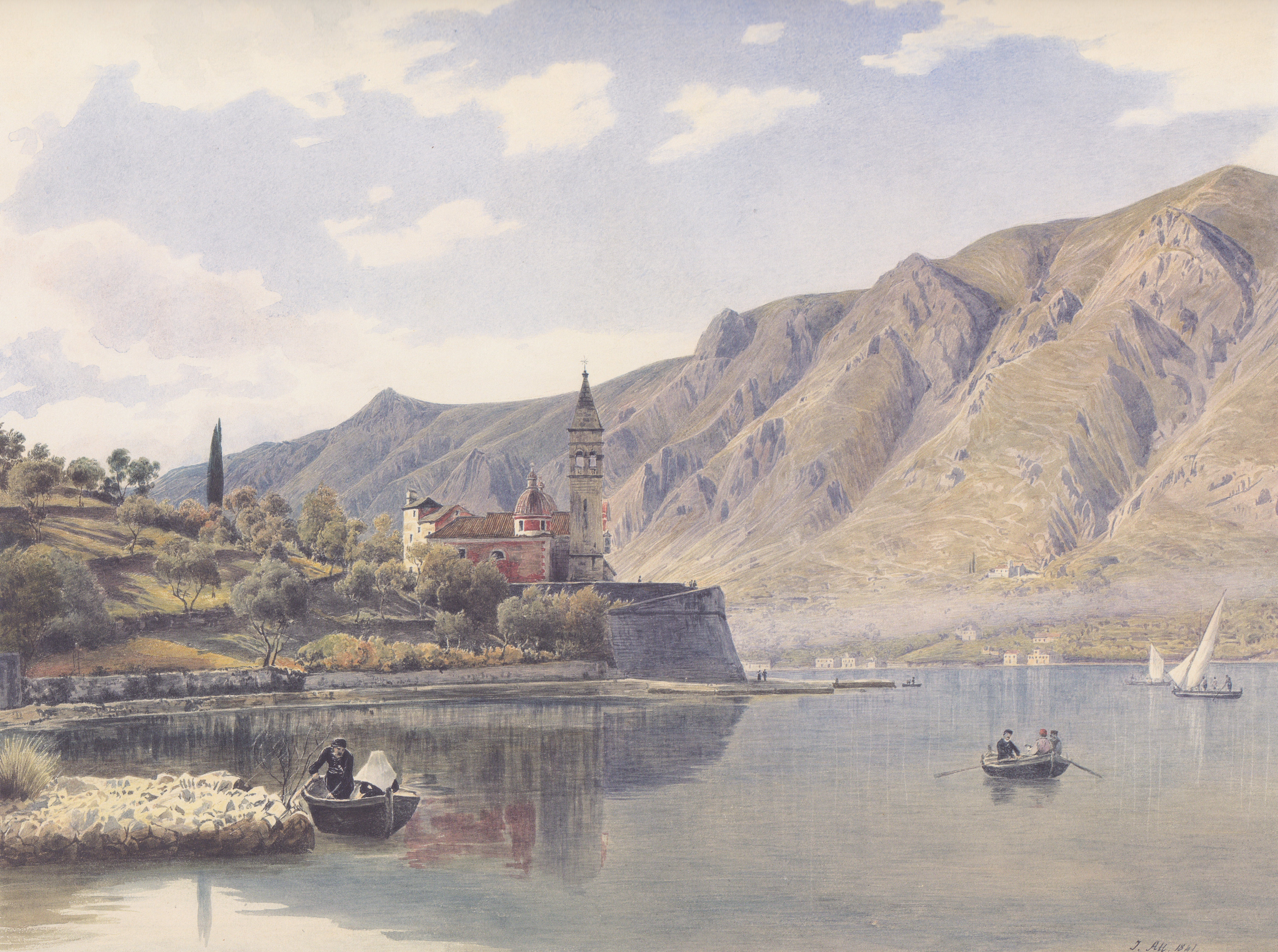
Vista di Dobrota nel 1841

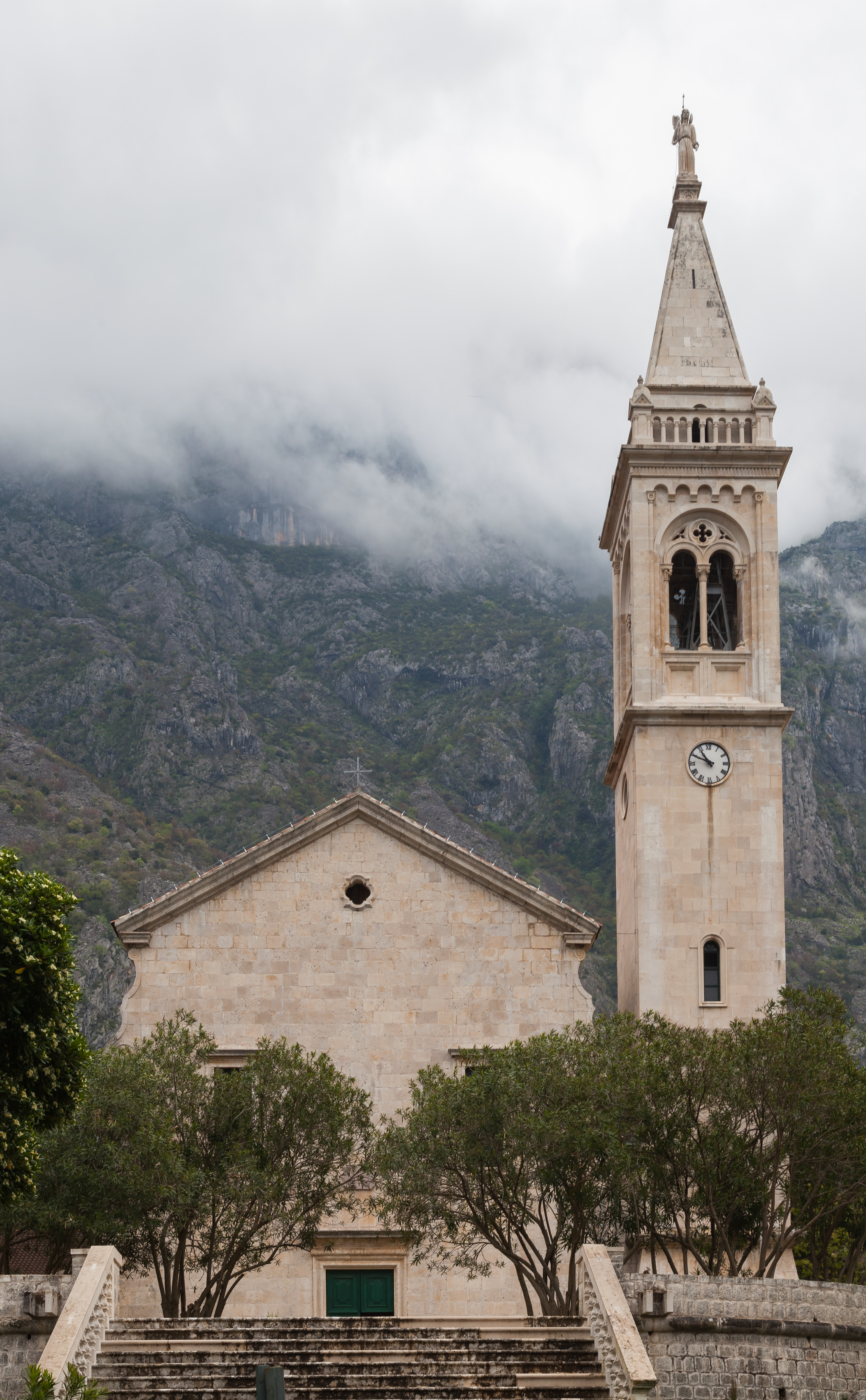
Chiesa di Sant'Eustachio

Dobrota (in montenegrino cirillico Доброта), è una cittadina (comunità locale, mjesna zajednica) del Montenegro di circa 8 000 abitanti, compresa nell'area periferica di Cattaro.

## Storia
Cittadina indicata come insediamento nel XII secolo, sviluppato lungo 7 km di costa.
Era una delle località più ricche fra quelle delle Bocche di Cattaro, il cui benessere era garantito da una grande flotta di barche a vela adatte ai commerci su lunga distanza che permise, a partire dal XVII secolo la costruzione di palazzi e templi in stile barocco. Tra i monumenti principali vi sono la chiesa di San Matteo e della Madonna della Misericordia del XIV secolo e la chiesa di Sant'Eustachio del XVIII secolo, quest'ultima con una struttura monumentale arricchita con pregiati dipinti, paramenti liturgici ed anche trofei di guerra provenienti dai combattimenti terrestri e navali contro gli Ottomani; di Ede Murtic è una decorazione a mosaico dalla superficie di cento metri quadrati.
In lingua italiana la località era conosciuta anche come Bonentro o Sant'Eustachio fin dai tempi della Repubblica di Venezia.
Durante la seconda guerra mondiale fu un comune della Provincia di Cattaro, suddivisione amministrativa del Governatorato della Dalmazia, dipendente dal Regno d'Italia, tra il 1941 e il 1943.